# Edmund Spangler
Edman "Ned" Spangler (10 de agosto de 1825 – 7 de febrero de 1875) fue un carpintero estadounidense y cambiador de escenas  empleado en el Teatro Ford en el momento del asesinato del presidente Abraham Lincoln el 14 de abril de 1865. Él y otros siete fueron acusados de conspirar para asesinar a Lincoln y otros altos funcionarios del gobierno. Spangler fue el único juzgado no culpable del cargo de conspiración. Aun así fue encontrado culpable de ayudar al asesino de Lincoln, John Wilkes Booth, en su escapada y sentenciado a seis años de trabajos forzados.

## De fondo
Spangler nació en York, Pensilvania, uno de los cuatro hijos de William Spangler, sheriff del condado. La madre de Spangler falleció cuando él era muy niño. Fue bautizado como "Edmund Spangler" en la Primera Iglesia Reformada en York el 10 de agosto de 1825. Durante su vida, Spangler tuvo variantes en su nombre; de adulto, amigos y compañeros de trabajo le llamaban "Ned", después de su arresto, firmó su declaración como "Edman Spangler" mientras los registros familiares le nombran "Edmund/Edward".
Los primeros veinte años de su vida, Spangler se formó como carpintero. Finalmente se mudó a Maryland y empezó a trabajar con otro carpintero, James Johnson Gifford. A principios de los años 1850, Spangler y Gifford ayudaron en la construcción de Tudor Hall, el retiro de verano de la familia Booth. Fue entonces cuando Spangler conoció al futuro actor John Wilkes Booth que era un niño en ese tiempo. En 1853, Spangler se trasladó a Baltimore donde trabajó como ayudante de Gifford en los teatros de Front Street y Holliday Street. En 1858, Spangler se casó con Mary Brasheare. En 1861, la pareja se reubicó en Washington D. C., donde Spangler empezó trabajar como carpintero y cambiador de escenas en el teatro Ford. Mientras trabajaba en el teatro Ford Spangler se reencontró con John Wilkes Booth. Por entonces, Booth se había convertido en un renombrado y popular actor. Spangler quedó deslumbrado por su fama y encanto, y a pesar de que Booth era trece años menor que Spangler, este estaba siempre dispuesto a realizar cualquier tarea que le asignara. Al igual que Booth, Spangler se oponía a la abolición de la esclavitud y se consideraba un secesionista. A menudo discutía con Jake Rittersbach un compañero de trabajo que era veterano  del Ejército de la Unión.
Después del prematuro fallecimiento sin hijos de su esposa en 1864, Spangler empezó a beber en exceso. A pesar de que se volvía desagradable después de beber demasiado, sus amigos le describieron como un borrachuzo generalmente agradable y entrañable cuando estaba sobrio y notaron su cariño hacia los chistes prácticos, los niños, y los animales.

## El asesinato
El 2 de abril de 1865 Richmond, la capital Confederada, cayó ante las fuerzas de la Unión. El 9 de abril el ejército del norte de Virginia al mando del general Lee se rindió a las Fuerzas de la Unión. Estos dos acontecimientos eran evidencia de que después de cuatro largos años de guerra civil finalmente se acercaba su fin, incluso aunque hubiera todavía fuerzas confederadas en el campo por todo el Sur, pero claramente insuficientes para traer una victoria confederada.
Cinco días después el presidente Lincoln y su esposa Mary decidieron asistir a la obra Our American Cousin en el teatro Ford. Durante aquella tarde Spangler fue requerido por su empleador, Harry Clay Ford, para ayudar a preparar el palco presidencial para dejarlo listo para la llegada del presidente al anochecer. Ayudó a traer muebles y sacar la partición que convertía los dos palcos, números 7 y 8, en uno solo. Más tarde Booth apareció por el teatro e invitó a salir a tomar una copa a Spangler y otros amigos del Ford. Booth indicó a los empleados que puede que volviera para la obra del anochecer.
Sobre las 21:30 horas, Booth apareció otra vez en el teatro. Desmontó en el callejón trasero y pidió por Spangler. Cuando Spangler salió, Booth le pidió que le sujetara la yegua que había alquilado de los establos de James W. Pumphrey. Pumphrey le había advertido que el animal era muy animado y podía romper su cabestro si se le dejaba sin vigilancia. Spangler le explicó que tenía trabajo que hacer y le pidió a otro empleado, Josep Burroughs, un chiquillo negro apodado Peanut John, que atendiera él el caballo. Sobre las 22:15 John Wilkes Booth se introdujo en el palco del presidente, disparó mortalmente a Lincoln y luego huyó aprisa del teatro.

## Arresto, juicio, y condena

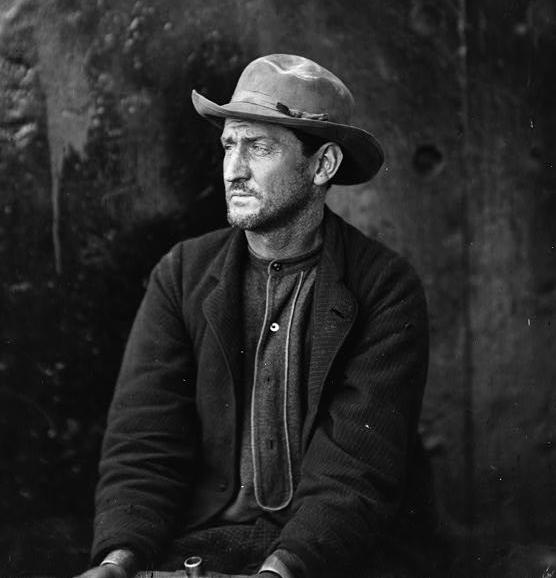
Edmund Spangler, fotografiado poco después de su arresto.

No pasó mucho tiempo para que los investigadores militares desbarataran un complot no solo para asesinar al presidente sino también al secretario de Estado William Seward, al vicepresidente Andrew Johnson y al general Ulysses Grant. La Unión creyó que era un acto de guerra orquestado por el gobierno Confederado en un intento desesperado de continuar la guerra. Visto como un acto de guerra el gobierno de la Unión juzgaría a aquellos considerados responsables en un juicio militar en lugar de en un juicio civil. 
Spangler fue interrogado el 15 de abril de 1865 y liberado. Fue arrestado otra vez el 17 de abril y reservado como un cómplice de John Wilkes Booth.
Un mes después del asesinato ocho individuos incluyendo Spangler habían sido aprehendidos y sentados ante un tribunal militar acusados de "conspirar para matar y matar" al presidente Lincoln. El delito estuvo hecho, "de manera maliciosa, ilegal, y traidora, y en ayuda de la rebelión armada existente contra los Estados Unidos de América".
El juicio militar empezó el 9 de mayo y duró hasta el 30 de junio. La fiscalía seleccionó a nueve oficiales militares para servir en la comisión. Los oficiales sirvieron tanto de juez como de jurado. Durante la guerra civil dado que la mayoría de los oficiales no tenían entrenamiento legal, los fiscales podían ingresar a la sala de deliberación como asesores legales. La actitud del departamento de Guerra hacia los acusados era naturalmente hostil.
Spangler era uno de los tres que la mayoría de los comisionados creían no culpable. Tras tres días de deliberaciones los comisionados encontraron a Spangler no culpable del cargo general de conspiración, no culpable de ayudar a Botth en el palco del presidente, pero culpable de ayudar a escapar a Booth.
Solo hubo un testigo que declaró que mientras perseguía a Booth vio a alguien en la puerta por donde escapó "aproximadamente a unos veinte o veinticinco pies" de distancia. El mayor Joseph B. Stewart declaró, "no me comprometo a jurar positivamente que el prisionero, Edward Spangler, es la persona que vi cerca de la puerta; pero sí digo que nadie entre estos prisioneros se parece al hombre en mi mente, excepto el hombre que, según me han dicho, es el señor Spangler; pero en mi opinión, Spangler se parece a la persona que  vi allí". Stewart también declaró, "El hombre del que he hablado estaba aproximadamente a unos tres pies de la puerta por donde pasó Booth; lo noté justo después de la puerta cerrarse de golpe." Cinco días antes el director de la orquesta William Withers, Jr. atestiguó, "El lugar donde me encontraba (en el momento de la huida de Booth) no estaba a más de un metro de la puerta.". Jacob Ritterspaugh quien trabajaba tras el escenario con Spangler como cambiador de escenas declaró que persiguió a Booth sin éxito, y luego agregó "Cuando volví, Spangler estaba en el mismo lugar donde le había dejado.".
Cuatro de los ocho acusados, Mary Surratt, Lewis Payne, David Herold, y G. A. Atzerodt fueron sentenciados a la horca. Spangler, el dr. Samuel Mudd, Samuel Arnold y Michael O'Laughlen fueron enviados a Fort Jefferson en Dry Tortugas cerca de Key West, Florida. En agosto de 1867, hubo una epidemia de fiebre amarilla en Fort Jefferson. El dr. Mudd intentó tratar a los enfermos mientras Spangler le ayudaba. Michael O'Laughlen murió de fiebre amarilla en septiembre de 1867. Cuando el dr. Mudd también se contagió, Spangler le cuidó. Spangler también construyó los ataúdes para los treinta y siete prisioneros y guardias que sucumbieron a la enfermedad.

## Años posteriores y muerte
Después de años de peticiones por parte de la esposa del Dr. Mudd, el empleador de Spangler John T. Ford y el abogado Thomas Ewing, Jr., el presidente Andrew Johnson perdonó a Spangler, Dr. Mudd y Samuel Arnold el 1 de marzo de 1869. El grupo viajó a Baltimore en un vapor, llegando el 6 de abril. Tras su regreso, Spangler se fue a trabajar en el Holliday Street Theatre en Baltimore para su antiguo jefe John T. Ford, el dueño del teatro Ford donde el presidente Lincoln había sido disparado. Cuando el Holliday Street Theatre ardió en 1873, Spangler aceptó una oferta para ir a vivir en la granja del dr. Mudd en Bryantown, Maryland (Los dos hombres se habían hecho amigos en prisión). El matrimonio Mudd le dio 5 acres (20.000 m²) para su propio cultivo. Spangler también realizaba trabajos de carpintería por el vecindario. En sus años finales, Spangler se convirtió al catolicismo.
En febrero de 1875, Spangler enfermó con una dolencia respiratoria, después de trabajar bajo un temporal de lluvias invernales. Murió el 7 de febrero de 1875. Está enterrado en una tumba anexa a la iglesia de St. Peter situada a aproximadamente dos millas (3 km) de la casa del  Dr. Mudd en Charles County, Maryland. Un marcador fue colocado en su tumba sin lápida en 1983.

## Declaración
Poco después de la muerte de Spangler, el dr. Samuel Mudd encontró una declaración manuscrita de Spangler dentro de su caja de herramientas, probablemente escrita durante su estancia en prisión. En la declaración, Spangler describe su relación con John Wilkes Booth y niega haberle ayudado en modo alguno.:

Nací en el condado de York, Pensilvania, y tengo aproximadamente cuarenta y tres años de edad, soy un carpintero de casa y comercio, y conocí a J. Wilkes Booth cuando era chico. Trabajé para su padre en la construcción de una casa de campo en Harford County, Maryland, en 1854.
[...] He actuado como cambiador de escenas en el teatro Ford, desde que se abrió por primera vez, hasta la noche del asesinato del presidente Lincoln. Durante el invierno de 1862 y 1863, J. Wilkes Booth actuó en un compromiso de estrella en el teatro Ford durante dos semanas. En aquel tiempo le vi y conversé con él bastante frecuentemente. Después de completar su compromiso dejó Washington y yo no le vi otra vez hasta los inviernos de 1864 y 1865. Entonces le vi varias veces en y sobre el teatro Ford. Booth tuvo acceso libre al teatro en todo momento, y se hizo muy familiar con todas las personas relacionadas con él. Tenía un establo en la parte trasera del teatro donde guardaba sus caballos. Un chico, Joseph Burroughs, generalmente llamado 'Peanut John,' cuidó de ellos siempre que Booth estaba ausente de la ciudad. Vigilé sus caballos, lo cual hice a su petición, y vi que estaban bien atendidos. Booth prometió pagarme por ello, pero nunca lo hizo. Frecuentemente tuve los caballos ejercitados, durante la ausencia de Booth de la ciudad, por 'Peanut John,' caminando arriba y abajo el callejón. 'Peanut' guardaba la llave del establo en el teatro, colgada de un clavo detrás de la puerta pequeña, la cual abría al callejón en la parte trasera del teatro.
Por lo general, Booth cabalgaba cada tarde y anochecer, pero raramente se quedaba fuera más allá de las ocho o nueve en punto. Siempre iba y regresaba solo. Nunca supe de que su cabalgada lo tuviera fuera toda la noche, o de que cualquier persona viniera al establo con él, o llamara allí por él. Tenía dos caballos en el establo, solo un corto tiempo. Los trajo allí en algún momento en el mes de diciembre. Un hombre llamado George y yo reparamos y arreglamos el establo para él. Normalmente yo ensillaba el caballo para él cuando 'Peanut John' estaba ausente. Aproximadamente el 1 de marzo Booth trajo otro caballo y un cochecito y arnés al establo, pero en qué manera no lo sé; después de eso él solía salir con su caballo y su calesín y yo frecuentemente lo enganchaba para él. Nunca vi ninguna persona salir a pasear con él o regresar él con alguien de estos paseos.
En el anochecer del lunes anterior al asesinato, Booth me pidió que vendiera el caballo, el arnés, y el calesín, ya que dijo que tenía que dejar la ciudad pronto. A la mañana siguiente los llevé al mercado de caballos, y los puse en subasta, con la instrucción de no vender a no ser que obtuviera una ganancia de doscientos sesenta dólares; esto era de acuerdo con las órdenes de Booth a mí. Como ninguna persona pujó lo suficiente como para hacer neta esa cantidad, no fueron vendidos, y los llevé de vuelta al establo. Informé a Booth del resultado por la tarde delante del teatro. Respondió que entonces tendría que venderlos en una venta privada, y me preguntó si le ayudaría. Respondí, 'Sí.' Eran las seis de la tarde en punto, y la conversación tuvo lugar en la presencia de John F. Sleichman y otros. Al día siguiente los vendí por doscientos sesenta dólares. El comprador me acompañó al teatro. Booth no estaba, y el dinero fue pagado a James J. Gifford, quién los recibió por él. No vi a Booth para hablar con él, después de la venta, hasta el anochecer del asesinato.
A la tarde del 14 de abril 'Peanut John' me dijo que el Presidente y el General Grant venían al teatro esa noche, y que tenía que sacar la partición en el palco presidencial. Era mi negocio hacer todo ese trabajo. Rittespaugh y 'Peanut John' me ayudaron a hacerlo. Al anochecer, entre las cinco y seis en punto, Booth entró al teatro y me preguntó por un cabestro. Estaba muy ocupado en el trabajo preparando el escenario para la obra de la noche, y Rittespaugh subió las escaleras y me trajo abajo. Salí al establo con Booth a ponerle el cabestro al caballo. Comencé a sacar la silla cuando Booth dijo, 'No importa, no quiero quitarla, pero deja las bridas.' Después dejé la silla, cerré el establo, y volví al teatro.
Booth, Maddox, 'Peanut John,' y yo inmediatamente salimos del teatro al restaurante contiguo de al lado, y tomamos una bebida a gasto de Booth. Luego volví inmediatamente al teatro, y Rittespaugh y yo fuimos a cenar. No vi a Booth otra vez hasta entre las nueve y diez en punto. En ese momento Deboney me llamó, y me dijo que Booth quería que sujetara su caballo tan pronto como pudiera. Fui a la puerta posterior y Booth estaba en el callejón sujetando un caballo por las riendas, y me pidió que lo sostuviera. Tomé la rienda, pero le dije que no podría quedarme, porque Gifford se había ido, y toda la responsabilidad me correspondía. Booth entró al teatro. Llamé a Deboney para que enviara a 'Peanut John' sujetar el caballo. Vino, tomó el caballo, y regresé a mi lugar.
Sobre media hora después oí un disparo, e inmediatamente vi un hombre corriendo a través del escenario. Lo vi cuando pasó por la puerta del centro del escenario, detrás de la cual yo estaba de pie; esta puerta suele denominarse la puerta de la cámara central. No reconocí al hombre cuando cruzó el escenario como Booth. Entonces oí a alguien decir que el presidente había sido disparado. Inmediatamente todo fue confusión. Empujé las escenas lo más rápido que pude para despejar el escenario, porque muchos se apresuraban por él. Estaba muy asustado, cuando oí a personas gritando, "Se quema el teatro!" No vi a Booth desfallecer; mi situación era tal que no podía ver a ninguna persona pasar por la puerta posterior. La puerta trasera tiene un resorte sujeto, y  no se cierra por sí sola. Yo normalmente dormía en el teatro, pero no lo hice la noche del asesinato; estaba temeroso de que el teatro fuera quemado, y dormí en la tienda de un carpintero contigua.
Nunca oí a Booth expresarse a favor de la rebelión, o mostrar oposición al Gobierno, o conversar sobre temas políticos; y no recuerdo que haya mencionado el nombre del presidente Lincoln en ningún caso. No sé nada del agujero que se dijo había en la pared detrás de la puerta del palco del presidente, o de cualquier barra de madera para sujetar la puerta desde dentro, o de que la cerradura estuviera fuera de servicio. No noté ningún agujero en la puerta. Gifford solía atender la carpintería en la parte delantera del teatro, mientras yo hacía el trabajo sobre el escenario. El señor Gifford era el carpintero jefe, y yo estaba debajo de él.